# Cessez le feu (film, 1934)
Pour les articles homonymes, voir Cessez le feu (homonymie).
Pour plus de détails, voir Fiche technique et Distribution.
Cessez le feu est un film français réalisé par Jacques de Baroncelli, sorti en 1934.

## Synopsis
Un officier éprouve de grandes difficultés à se réinsérer dans la vie civile, une fois la guerre terminée.

## Fiche technique
- Titre : Cessez le feu
- Réalisateur : Jacques de Baroncelli
- Scénario : Joseph Kessel
- Dialogues : Bernard Zimmer
- Photographie : Jean Bachelet
- Montage : Pierre Méguérian
- Musique :  Arthur Honegger et Jean Lenoir
- Son : Marcel Courmes
- Décors : Robert Gys
- Pays :  France
- Production : Azed Films
- Genre : Drame
- Durée :  81 minutes
- Date de sortie : France - 1er juin 1934

## Distribution
- Jean Galland : Cartier
- Annie Ducaux : Françoise
- Marcel André : Baron
- Rolla Norman : Clarac
- Roland Toutain : Fauvette
- Paul Azaïs : Tutule
- Marcel Barencey
- Maurice Cloche
- Robert Goupil
- Pierre Labry
- Sinoël
- André Nox : L'homme politique
- Georges Paulais
- Myno Burney
- Marie-Jacqueline Chantal
- Raymond Rognoni